# 林克兰
林克兰（英語：Lincklaen）是美国纽约州希南戈县的一个镇，地处希南戈县西北角，位于诺威奇西北、科特兰东北，建于1823年。2010年美国人口普查时，该镇有396人。其名称来源于荷兰土地公司的经纪人约翰·林克兰（John Lincklaen）上校。